# Piacenza Football Club 1989-1990
Questa voce raccoglie le informazioni riguardanti il Piacenza Football Club nelle competizioni ufficiali della stagione 1989-1990.

## Stagione
In seguito alla retrocessione in Serie C1 viene assunto come nuovo allenatore Giorgio Rumignani, che aveva condotto il Palermo al terzo posto nella stagione precedente. Il direttore sportivo Gian Pietro Marchetti allestisce una rosa rinnovata, tra cui spiccano gli attaccanti Gianfranco Serioli (un ritorno) e Giovanni Cornacchini, Maurizio Braghin (reduce da tre anni di squalifica per le vicende del calcioscommesse) e il centrocampista Roberto Cappellacci, richiesto da Rumignani.
Nonostante i proclami di vittoria del tecnico, che lancia l'Operazione simpatia presso i tifosi, la squadra accusa subito problemi di rendimento, non risolti da numerosi acquisti in sede di mercato di riparazione (tra cui Chiti, Occhipinti e Mossini, tutti con trascorsi nelle serie maggiori). Alla fine del girone d'andata Rumignani viene colto da una crisi ipertensiva dovuta allo stress, e il campionato termina con il Piacenza assestato a centroclassifica, lontano dalla zona promozione; Cornacchini si laurea capocannoniere del girone con 16 reti.
Il Piacenza disputa la Coppa Italia nazionale che è tornata ad eliminazione diretta nei suoi primi due turni, trovando l'eliminazione al primo turno con la sconfitta (3-1) a Bari. Poi la squadra biancorossa disputa la Coppa Italia di Serie C iniziando a fine novembre dai sedicesimi di finale, avendo giocato prima la Coppa nazionale, dove trova ancora disco rosso, nel doppio confronto con il Novara.

## Organigramma societario[3]
Area direttiva
- Presidente: Leonardo Garilli
- General manager: Mario Quartini
- Segretario: Giovanni Rubini

Area tecnica
- Direttore sportivo: Gian Pietro Marchetti
- Allenatore: Giorgio Rumignani
- Allenatore in 2ª: Gianfranco Luporini
- Preparatore atletico: Gianfranco Baggi

Area sanitaria
- Medico sociale: Augusto Terzi
- Massaggiatore: Vincenzo Franchi

## Rosa[3]
| N. |                   | Ruolo | Calciatore          |
| -- | ----------------- | ----- | ------------------- |
|    | Italia (bandiera) | P     | Daniele Bonifacio   |
|    | Italia (bandiera) | P     | Paolo Bordoni       |
|    | Italia (bandiera) | P     | Tiziano Ramon       |
|    | Italia (bandiera) | D     | Maurizio Braghin    |
|    | Italia (bandiera) | D     | Roberto Chiti       |
|    | Italia (bandiera) | D     | Franco Gabrieli     |
|    | Italia (bandiera) | D     | Leonardo Occhipinti |
|    | Italia (bandiera) | D     | Carlo Osti (C)      |
|    | Italia (bandiera) | D     | Fabio Paratici      |
|    | Italia (bandiera) | D     | Luigi Russo         |
|    | Italia (bandiera) | C     | Fabio Bucciarelli   |
|    | Italia (bandiera) | C     | Giuliano Camporese  |

| N. |                   | Ruolo | Calciatore              |
| -- | ----------------- | ----- | ----------------------- |
|    | Italia (bandiera) | C     | Roberto Cappellacci     |
|    | Italia (bandiera) | C     | Andrea Galassi          |
|    | Italia (bandiera) | C     | Gian Paolo Manighetti   |
|    | Italia (bandiera) | C     | Daniele Moretti         |
|    | Italia (bandiera) | C     | Lorenzo Mossini         |
|    | Italia (bandiera) | C     | Antonio Tessariol       |
|    | Italia (bandiera) | A     | Michele Bertoldo        |
|    | Italia (bandiera) | A     | Massimiliano Cappellini |
|    | Italia (bandiera) | A     | Giovanni Cornacchini    |
|    | Italia (bandiera) | A     | Tommaso Maurizi         |
|    | Italia (bandiera) | A     | Gianfranco Serioli      |

## Calciomercato[3]

### Sessione estiva
| Acquisti | Acquisti             | Acquisti         | Acquisti                                 |
| R.       | Nome                 | da               | Modalità                                 |
| -------- | -------------------- | ---------------- | ---------------------------------------- |
| D        | Franco Gabrieli      | Trento           |                                          |
| D        | Maurizio Braghin     |                  | svincolato                               |
| C        | Roberto Cappellacci  | Palermo          |                                          |
| A        | Michele Bertoldo     | Carpi            | fine prestito                            |
| A        | Giovanni Cornacchini | Virescit Bergamo |                                          |
| A        | Tommaso Maurizi      | Massese          | fine prestito                            |
| A        | Gianfranco Serioli   | Atalanta         | risoluzione comproprietà (350 milioni £) |

| Cessioni | Cessioni                 | Cessioni         | Cessioni         |
| R.       | Nome                     | a                | Modalità         |
| -------- | ------------------------ | ---------------- | ---------------- |
| P        | Fabrizio Grilli          | Sambenedettese   |                  |
| D        | Giovanni Bozzia          | SPAL             | prestito         |
| D        | Giovanni Colasante       | Spezia           |                  |
| D        | Enzo Concina             | Monza            |                  |
| D        | Davide Dosi              | Sant'Angelo      |                  |
| D        | Marco Masi               | Ancona           |                  |
| C        | Francesco Mileti         |                  | svincolato       |
| C        | Alessandro Roccatagliata | Virescit Bergamo |                  |
| C        | Ennio Sala               | Trento           |                  |
| A        | Giuseppe Compagno        | Atalanta         | fine prestito    |
| A        | Maurizio Iorio           |                  | svincolato       |
| A        | Giampiero Scaglia        | Frosinone        |                  |
| A        | Giuseppe Signori         | Foggia           | (1,5 miliardi £) |
| A        | Pierpaolo Tomassini      | Cynthia          |                  |

### Sessione autunnale
| Acquisti | Acquisti                | Acquisti | Acquisti |
| R.       | Nome                    | da       | Modalità |
| -------- | ----------------------- | -------- | -------- |
| D        | Roberto Chiti           | Cesena   |          |
| D        | Leonardo Occhipinti     | Brescia  |          |
| C        | Fabio Bucciarelli       | Brindisi |          |
| C        | Lorenzo Mossini         | Messina  |          |
| A        | Massimiliano Cappellini | Milan    | prestito |

| Cessioni | Cessioni           | Cessioni         | Cessioni |
| R.       | Nome               | a                | Modalità |
| -------- | ------------------ | ---------------- | -------- |
| D        | Franco Gabrieli    | Barletta         |          |
| C        | Andrea Galassi     | Reggiana         |          |
| A        | Tommaso Maurizi    | Virescit Bergamo |          |
| A        | Gianfranco Serioli | Monza            |          |

## Risultati

### Serie C1

#### Girone di andata
| Arbitro: | Bettin (Padova) |

|              |           |                             |
| Aguzzoli 12’ | Marcatori | 75’ Serioli 82’ Cornacchini |

| Arbitro: | Bortoli (Schio) |

|             |           |             |
| Galassi 33’ | Marcatori | 67’ Tortora |

| Arbitro: | De Angelis (Civitavecchia) |

|              |           |                 |
| Pistella 40’ | Marcatori | 52’ Cornacchini |

| Arbitro: | Brignoccoli (Ancona) |

|                |           |  |
| Manighetti 30’ | Marcatori |  |

| Empoli 15 ottobre 1989 5ª giornata | Empoli             | 0 – 0 | Piacenza | Stadio Carlo Castellani\| Arbitro: \| Capovilla (Verona) \| |
| Arbitro:                           | Capovilla (Verona) |       |          |                                                             |

| Arbitro: | Baglieri (Tivoli) |

|                 |           |                |
| Cornacchini 13’ | Marcatori | 68’ Marcellino |

| Arbitro: | Bertocci (Genova) |

|                 |           |                                |
| Cappellacci 19’ | Marcatori | 11’ Castelli 81’, 85’ Solimeno |

| Arbitro: | Brignoccoli (Ancona) |

|          |           |                 |
| Paci 32’ | Marcatori | 83’ Cornacchini |

| Arbitro: | Bettin (Padova) |

|                                       |           |             |
| Cappellini 34’ Cornacchini 80’ (rig.) | Marcatori | 11’ Montani |

| Arbitro: | Rossi (Rovigo) |

|                                   |           |                 |
| Dell'Anno 13’ (rig.) Chierici 16’ | Marcatori | 69’ Cornacchini |

| Arbitro: | Introvigne (Conegliano) |

|                       |           |             |
| Lampugnani 11’ (aut.) | Marcatori | 63’ Baldini |

| Arbitro: | Rausa (Cosenza) |

|          |           |  |
| Nitti 3’ | Marcatori |  |

| Arbitro: | Colbertaldo (Bassano del Grappa) |

|                         |           |                      |
| Carboni 54’, 90’ (rig.) | Marcatori | 27’, 67’ Cornacchini |

| Arbitro: | Morello (Ragusa) |

|                                               |           |  |
| Manighetti 43’ Cappellini 62’ Cornacchini 73’ | Marcatori |  |

| Arbitro: | Repace (Perugia) |

|                   |           |             |
| Rovani 29’ (rig.) | Marcatori | 70’ Braghin |

| Arbitro: | Marchese (Napoli) |

|                 |           |              |
| Cornacchini 35’ | Marcatori | 43’ Genovasi |

| Arbitro: | Lelli (Grosseto) |

|                                 |           |                             |
| Recaldini 60’ (rig.) Pelosi 65’ | Marcatori | 53’ Cornacchini 66’ Braghin |

#### Girone di ritorno
| Arbitro: | Canzonieri (Roma) |

|  |           |               |
|  | Marcatori | 69’ Polmonari |

| Arbitro: | Disarò (Conselve) |

|  |           |                           |
|  | Marcatori | 37’ Russo 51’ Cornacchini |

| Arbitro: | Morello (Ragusa) |

|                 |           |  |
| Cornacchini 55’ | Marcatori |  |

| Vicenza 18 febbraio 1990 21ª giornata | Lanerossi Vicenza    | 0 – 0 | Piacenza | Stadio Romeo Menti\| Arbitro: \| Nepi (Ascoli Piceno) \| |
| Arbitro:                              | Nepi (Ascoli Piceno) |       |          |                                                          |

| Arbitro: | Marchi (Ivrea) |

|             |           |                 |
| Moretti 55’ | Marcatori | 68’, 85’ Caccia |

| Casale Monferrato 11 marzo 1990 23ª giornata | Casale                       | 0 – 0 | Piacenza | Stadio Leonida Robbiano\| Arbitro: \| De Prisco (Nocera Inferiore) \| |
| Arbitro:                                     | De Prisco (Nocera Inferiore) |       |          |                                                                       |

| Arbitro: | Mughetti (Cesena) |

|                       |           |                            |
| P. Poggi 30’ Gori 74’ | Marcatori | 2’ Cornacchini 80’ Braghin |

| Arbitro: | Bazzoli (Merano) |

|                        |           |  |
| Cornacchini 43’ (rig.) | Marcatori |  |

| Arbitro: | Rodomonti (Teramo) |

|                      |           |  |
| Ceccaroni 72’ (rig.) | Marcatori |  |

| Arbitro: | Repace (Perugia) |

|  |           |               |
|  | Marcatori | 39’ Tovalieri |

| Mantova 14 aprile 1990 28ª giornata | Mantova              | 0 – 0 | Piacenza | Stadio Danilo Martelli\| Arbitro: \| Daneluzzi (Latisana) \| |
| Arbitro:                            | Daneluzzi (Latisana) |       |          |                                                              |

| Arbitro: | Chiesa (Livorno) |

|  |           |             |
|  | Marcatori | 22’ Bonaldi |

| Arbitro: | Salerno (Acireale) |

|             |           |  |
| Braghin 62’ | Marcatori |  |

| Prato 13 maggio 1990 31ª giornata | Prato               | 0 – 0 | Piacenza | Stadio Lungobisenzio\| Arbitro: \| Collina (Viareggio) \| |
| Arbitro:                          | Collina (Viareggio) |       |          |                                                           |

| Arbitro: | Arena (Ercolano) |

|                    |           |                 |
| Cappellini 4’, 68’ | Marcatori | 79’, 90’ Rovani |

| Arbitro: | De Prisco (Nocera Inferiore) |

|                   |           |  |
| Lazzarin 24’, 60’ | Marcatori |  |

| Arbitro: | Cavanna (Roma) |

|                                          |           |                  |
| Cornacchini 44’ Chiti 55’ Cappellini 84’ | Marcatori | 74’ (rig.) Paini |

### Coppa Italia

#### Fase eliminatoria
| Arbitro: | Arcangeli (Terni) |

|                                               |           |              |
| Gérson 53’ Di Gennaro 64’ L. Russo 76’ (aut.) | Marcatori | 57’ L. Russo |

### Coppa Italia Serie C

#### Fase finale
| Arbitro: | G. Baldas (Trieste) |

|                           |           |                        |
| Negri 60’ Gava 73’ (rig.) | Marcatori | 84’ (rig.) Cornacchini |

| Arbitro: | D'Ambrosio (Padova) |

|             |           |                |
| Braghin 30’ | Marcatori | 50’ Tromellini |

## Statistiche

### Statistiche di squadra
| Competizione         | Punti | Totale | Totale | Totale | Totale | Totale | Totale | DR |
| Competizione         | Punti | G      | V      | N      | P      | Gf     | Gs     | DR |
| -------------------- | ----- | ------ | ------ | ------ | ------ | ------ | ------ | -- |
| Serie C1             | 34    | 34     | 9      | 16     | 9      | 34     | 32     | +2 |
| Coppa Italia         | -     | 1      | 0      | 0      | 1      | 1      | 3      | -2 |
| Coppa Italia Serie C | -     | 2      | 0      | 1      | 1      | 2      | 3      | -1 |
| Totale               |       | 37     | 9      | 17     | 11     | 37     | 38     | -1 |

### Statistiche dei giocatori[3]
| Giocatore      | Serie B  | Serie B | Coppa Italia | Coppa Italia | Coppa Italia Serie C | Coppa Italia Serie C | Totale   | Totale |
| Giocatore      | Presenze | Reti    | Presenze     | Reti         | Presenze             | Reti                 | Presenze | Reti   |
| -------------- | -------- | ------- | ------------ | ------------ | -------------------- | -------------------- | -------- | ------ |
| M. Bertoldo    | 17       | 0       | 1            | 0            | 2                    | 0                    | 20       | 0      |
| P. Bordoni     | 26       | -25     | 1            | -3           | 1                    | -1                   | 28       | -29    |
| M. Braghin     | 29       | 4       | 1            | 0            | 2                    | 1                    | 32       | 5      |
| F. Bucciarelli | 19       | 0       | -            | -            | 1                    | 0                    | 20       | 0      |
| G. Camporese   | 17       | 0       | 0            | 0            | 2                    | 0                    | 19       | 0      |
| R. Cappellacci | 21       | 1       | 1            | 0            | 2                    | 0                    | 24       | 1      |
| M. Cappellini  | 24       | 5       | -            | -            | 2                    | 0                    | 26       | 5      |
| R. Chiti       | 31       | 1       | -            | -            | 2                    | 0                    | 33       | 1      |
| G. Cornacchini | 32       | 16      | 1            | 0            | 2                    | 1                    | 35       | 17     |
| F. Gabrieli    | 4        | 0       | 1            | 0            | -                    | -                    | 5        | 0      |
| A. Galassi     | 3        | 1       | 1            | 0            | -                    | -                    | 4        | 1      |
| G. Manighetti  | 32       | 2       | 1            | 0            | 2                    | 0                    | 35       | 2      |
| D. Moretti     | 21       | 1       | 1            | 0            | 2                    | 0                    | 24       | 1      |
| L. Mossini     | 31       | 0       | -            | -            | 2                    | 0                    | 33       | 0      |
| L. Occhipinti  | 23       | 0       | -            | -            | 0                    | 0                    | 23       | 0      |
| C. Osti        | 31       | 0       | 1            | 0            | 0                    | 0                    | 32       | 0      |
| F. Paratici    | 5        | 0       | 0            | 0            | 0                    | 0                    | 5        | 0      |
| T. Ramon       | 8        | -7      | 0            | -0           | 1                    | -2                   | 9        | -9     |
| L. Russo       | 22       | 1       | 1            | 1            | 2                    | 0                    | 25       | 2      |
| G. Serioli     | 4        | 1       | 1            | 0            | -                    | -                    | 5        | 1      |
| A. Tessariol   | 32       | 0       | 1            | 0            | 2                    | 0                    | 35       | 0      |